# 安格洛斯王朝
安格洛斯王朝（希臘語：Οίκος των Αγγέλων）是一個曾經統治拜占庭帝國的皇室。其始祖君士坦丁·安格洛斯於1120年代與科穆寧王朝皇帝阿歷克塞一世的女兒狄奧多拉結婚，兩人的兒子約翰·杜卡斯和安德洛尼卡·杜卡斯皆為帝國將領。
安德洛尼卡之子伊薩克二世於1185年登上皇位，1195年被哥哥阿歷克塞三世推翻。伊薩克之子阿歷克塞四世在十字軍的幫助下把伯父趕下皇位，卻無力償還十字軍要求的債務；因此十字軍將君士坦丁堡洗劫一空，伊薩克與阿歷克塞父子於1204年在囚禁中死亡。伊薩克二世的小儿子们虽然逃脱，但未能成功宣称拜占庭皇位。伊薩克二世的堂弟米海爾（約翰·杜卡斯之子）於1205年自稱伊庇魯斯專制君主，他的後代統治伊庇魯斯專制國至1318年，但这一支以杜卡斯为姓，不以安格洛斯姓自称。